# Felipe Nasr
Luiz Felipe de Oliveira Nasr, brazilski dirkač, * 21. avgust 1992, Brasilia, Brazilija.
Nasr je med letoma 2012 in 2014 je nastopal v seriji GP2, kjer je dosegel tri zmage in še petnajst uvrstitev na stopničke, v sezoni 2014 je osvojil tretje mesto v prvenstvu. V sezoni 2015 je debitiral v Svetovnem prvenstvu Formule 1 s Sauberjem. Že na svoji prvi dirki za Veliko nagrado Avstralije je prvič osvojil točke s petim mestom, kar je bila njegova najboljša uvrstitev sezone. Skupno je osvojil trinajsto mesto v dirkaškem prvenstvu s 27-imi točkami. 

## Rezultati Formule 1
(legenda) (odebeljene dirke pomenijo najboljši štartni položaj, poševne pa najhitrejši krog, †-uvrščen kljub odstopu)
| Leto | Moštvo                  | Šasija        | Motor                           | 1      | 2      | 3      | 4      | 5      | 6       | 7      | 8      | 9      | 10     | 11     | 12      | 13     | 14      | 15     | 16      | 17      | 18     | 19     | 20    | 21     | Prv | Toč |
| ---- | ----------------------- | ------------- | ------------------------------- | ------ | ------ | ------ | ------ | ------ | ------- | ------ | ------ | ------ | ------ | ------ | ------- | ------ | ------- | ------ | ------- | ------- | ------ | ------ | ----- | ------ | --- | --- |
| 2014 | Williams Martini Racing | Williams FW36 | Mercedes PU106A Hybrid 1.6 V6 t | AVS    | MAL    | BAH TD | KIT TD | ŠPA TD | MON     | KAN    | AVT    | VB     | NEM    | MAD    | BEL     | ITA    | SIN     | JAP    | RUS     | ZDA TD  | BRA TD | ABU    |       |        | –   | –   |
| 2015 | Sauber F1 Team          | Sauber C34    | Ferrari 060 1.6 V6 t            | AVS 5  | MAL 12 | KIT 8  | BAH 12 | ŠPA 12 | MON 9   | KAN 16 | AVT 11 | VB DNS | MAD 11 | BEL 11 | ITA 13  | SIN 10 | JAP 20† | RUS 6  | ZDA 9   | MEH Ret | BRA 13 | ABU 15 |       |        | 13. | 27  |
| 2016 | Sauber F1 Team          | Sauber C35    | Ferrari 061 1.6 V6 t            | AVS 15 | BAH 14 | KIT 20 | RUS 16 | ŠPA 14 | MON Ret | KAN 18 | EU 12  | AVT 13 | VB 15  | MAD 17 | NEM Ret | BEL 17 | ITA Ret | SIN 13 | MAL Ret | JAP 19  | ZDA 15 | MEH 15 | BRA 9 | ABU 16 | 17. | 2   |